# Phytomyza takasagoensis
Phytomyza takasagoensis är en tvåvingeart som beskrevs av Mitsuhiro Sasakawa 1972. Phytomyza takasagoensis ingår i släktet Phytomyza och familjen minerarflugor.
Artens utbredningsområde är Taiwan. Inga underarter finns listade i Catalogue of Life.